# NGC 6778
NGC 6778 (NGC 6785) je planetna maglica u zviježđu Orlu. Naknadno je utvrđeno da je NGC 6785 ista maglica.

## Vanjske poveznice
- (engl.) SEDS: NGC 6778
- (engl.) Hartmut Frommert: Revidirani Novi opći katalog
- (engl.) Izvangalaktička baza podataka NASA-e i IPAC-a
- (engl.) Astronomska baza podataka SIMBAD
- (engl.) VizieR
- (engl.) Auke Slotegraaf: NGC 6778 Deep Sky Observer's Companion
- (engl.) NGC 6778  Arhivirana inačica izvorne stranice od 30. kolovoza 2011. (Wayback Machine) DSO-tražilica
- (engl.) Courtney Seligman: Objekti Novog općeg kataloga: NGC 6750 - 6799